# 토크타임 위뫼탈리예바
토크타임 주마코브나 위뫼탈리예바(키르기스어: Токтаим Жумаковна Уметалиева, 1962년 4월 4일 ~ )는 지난날 소련의 물리학자 겸 정치인이자 외교관이었던 키르기스스탄의 여성 정치인 겸 외교관이다.
1994년 1월을 전후하여 물리학자(과학자) 분야에서는 이미 은퇴한 그녀는 아스카르 아카예프 키르기스스탄 대통령이 튤립 사태로 인하여 결국 대통령직에서 퇴출된 후 2005년 키르기스스탄 대통령 선거 무소속 후보였지만 쿠르만베크 바키예프 무소속 후보에게 낙마하였다.
그 후 2012년 중화인민공화국 방문 시절 진칭밍(金淸茗)이라는 중국어 이름을 사용하였다.

## 역대 선거 결과
| 선거명      | 직책명                | 대수 | 정당   | 득표율 | 득표수   | 결과 | 당락 |
| ----------- | --------------------- | ---- | ------ | ------ | -------- | ---- | ---- |
| 2005년 선거 | 키르기스스탄의 대통령 | 2대  | 무소속 | 0.53%  | 10,445표 | 5위  | 낙선 |
| 2009년 선거 | 키르기스스탄의 대통령 | 2대  | 무소속 | 1.09%  | 25,096표 | 4위  | 낙선 |